# アブー・サイード・ガルディーズィー
アブー・サイード・アブドゥルハイイ・ブン・ザッハーク・ブン・マフムード・ガルディーズィー (ペルシア語: ابوسعید عبدالحی بن ضحاک بن محمود گردیزی) は、ガルディーズィー、ガルディージーなどと呼ばれる、11世紀ペルシアの歴史家、役人である。彼は新ペルシア語で書かれた最も古い歴史書の一つである、『歴史の装飾 Zayn al-akhbar』を著述した事で知られている。
ガルディーズィー個人については殆ど知られていない。彼の出身は、そのニスバからザミーンダーワル地域のガルディーズ出身であると思われる。どうやら彼の父の名前であるザッハークは、その地域で人気があったようである。ガルディーズィーは、ガズナ朝のマフムードの役人として、彼の治世に起こった多くの事件を目撃した。
『歴史の装飾』内でガルディーズィーは、当時としてはかなり注目に値する私情に左右されない記述を行った。 その内容は1032年に至るまでの、前イスラーム時代のイランの王たち、ムハンマドとカリフたちに関する歴史である。また、アラブの征服以降のホラーサーン地方の歴史も書かれており、特に散逸したサッラーミーの歴史書をもとにしたとされる。さらに、イブン・ホルダーズベ、ジャイハーニー、イブン・ムカッファらをもとにテュルク系民族の歴史も記述されている。
『歴史の装飾』に、インドの祭礼に関する記述がみられるため、彼がビールーニーの弟子であった可能性もあるとされる。

## 『歴史の装飾』校訂本と翻訳
- V.V. Bartol’d. Otchet o poyezdkye v Srednyuyu Aziyu (St. Petersburg, 1897), pp. 78–103.
- Gardīzī, Kitāb-i Zayn al-Akhbār, ed. Muḥammad Naẓīm, (E.G. Browne Memorial Series, 1, Berlin-Steglitz, 1928).
- Gardīzī, Zayn al-Akhbār, ed. Muḥammad Qazwīnī, (Tehran: Kitābkhānah-i Adab, 1937).
- Gardīzī, Zayn al-Akhbār, ed. ʻAbd al-Ḥayy Ḥabībī, (Tehran: Bunyād-i Farhang-i Īrān, 1968).
- Gardīzī, Zayn al-Akhbār, ed. Raḥīm Riz̤āzādah-ʼi Malik, (Tehran: Anjuman-i Athār va Mafākhir-i Farhangī, 2005).
- Gardīzī, ʻAbd al-Ḥayy ibn Z̤aḥḥāk گردىزى، عبد الحي بن ضحاک. (2011). The ornament of histories: a history of the Eastern Islamic lands AD 650-1041: the original text of Abû Saʻîd ʻAbd al-Ḥayy Gardīzī. Clifford Edmund Bosworth. London:I.B. Tauris. ISBN 978-0-85771-957-7. OCLC 741613244
- ガルディージー著、志茂碩敏訳「歴史の美しさ」榎一雄責任編集『敦煌の自然と現状』 1980年。
- Zain al-akhbar. Ukrashenie izvestiy. Razdel ob istorii Khorasana (Uzbekistan Academy of Sciences, Tashkent, 1991).